# ناحیه مزوکووشد
ناحیهٔ مزوکووِشد (به مجاری: Mezőkövesdi járás) یک ناحیه در مجارستان است که در بورشود-آبااوی-زمپلن واقع شده‌است. ناحیهٔ مزوکووشد ۷۲۳٫۸۷ کیلومتر مربع مساحت و ۴۲٬۴۳۴ نفر جمعیت دارد.